# Санта-Ана (Колумбия)
Санта-Ана (исп. Santa Ana) — город и муниципалитет на севере Колумбии, на территории департамента Магдалена.

## История
Поселение, из которого позднее вырос город, было основано в 1751 году. Муниципалитет Санта-Ана был выделен в отдельную административную единицу в 1918 году.

## Географическое положение
Город расположен в южной части департамента, на правом берегу рукава Момпос реки Магдалена, на расстоянии приблизительно 213 километра к юго-юго-западу (SSW) от Санта-Марты, административного центра департамента Магдалена. Абсолютная высота — 25 метров над уровнем моря.

Муниципалитет Санта-Ана граничит на севере с территориями муниципалитетов Аригуани, Нуэва-Гранада и Плато, на северо-западе — с муниципалитетом Санта-Барбара-де-Пинто, на юго-востоке — с муниципалитетами Сан-Сенон и Пихиньо-дель-Кармен, на юго-западе — с территорией департамента Боливар, на востоке — с территорией департамента Сесар. Площадь муниципалитета составляет 1479 км².

## Население
По данным Национального административного департамента статистики Колумбии, совокупная численность населения города и муниципалитета в 2015 году составляла 25 938 человек.
Динамика численности населения муниципалитета по годам:
| 2005   | 2006   | 2007   | 2008   | 2009   | 2010   | 2011   | 2012   | 2013   | 2014   | 2015   |
| ------ | ------ | ------ | ------ | ------ | ------ | ------ | ------ | ------ | ------ | ------ |
| 23 235 | 23 440 | 23 684 | 23 929 | 24 195 | 24 468 | 24 749 | 25 034 | 25 329 | 25 628 | 25 938 |

Согласно данным переписи 2005 года мужчины составляли 52,8 % от населения Санта-Аны, женщины — соответственно 47,2 %. В расовом отношении белые и метисы составляли 99,4 % от населения города; негры, мулаты и райсальцы — 0,5 %; индейцы — 0,1 %.
Уровень грамотности среди всего населения составлял 79,2 %.

## Экономика
Основу экономики Санта-Аны составляет сельскохозяйственное производство.

59,1 % от общего числа городских и муниципальных предприятий составляют предприятия торговой сферы, 27,6 % — предприятия сферы обслуживания, 13 % — промышленные предприятия, 0,3 % — предприятия иных отраслей экономики.